# 概率测度
概率测度是概率空间中定义在一个事件集合上的、满足测度性质（例如可列可加性）的实值函数。概率测度与一般意义上的测度（包括类似面积或体积等概念）的区别在于，概率测度之于整个概率空间的值必须等于1。
从直觉上来看，概率测度的可加性意味着两个不相交事件的并集的概率测度值应等于这两个事件各自的概率测度值之和，例如“掷骰子得到1或2”这一事件的测度值应等于“掷骰子得到1”的测度值与“掷骰子得到2”的测度值之和。